# 熊本県立熊本かがやきの森支援学校
熊本県立熊本かがやきの森支援学校（くまもとけんりつ くまもとかがやきのもりしえんがっこう）は、熊本県熊本市西区に所在する、肢体不自由および知的障害を有する児童・生徒を対象とした特別支援学校である。学部は小学部・中学部・高等部を設置しているほか、熊本市東区にある「くまもと江津湖療育医療センター」内に分教室を設置している。

## 児童・生徒数
2025年度
- 本校：71名
- 江津湖療育医療センター分教室：14名
- 計：85名

## 沿革
- 2013年4月1日 - 熊本県教育庁教育指導局特別支援教育課内に、新校整備班を設置[2]。
- 2013年10月4日 - 9月県議会にて「熊本県立学校条例」の一部改正により、校名を「熊本かがやきの森支援学校」に決定。
- 2013年11月1日 - 熊本県立熊本かがやきの森支援学校が設置され、開校準備室を熊本県立熊本支援学校内に設置（熊本市中央区出水5丁目5-16）。
- 2014年4月1日 - 熊本支援学校内にて開校（職員73人、児童生徒60人、24学級）。
- 2014年4月10日 - 開校式および第1回入学式を挙行。
- 2014年11月21日 - 校舎工事竣工。
- 2014年12月1日 - 新校舎（熊本市西区横手5丁目16-28）に移転。
- 2015年3月20日 - 第1回卒業式（小学部3人、中学部4人、高等部5人、分教室高等部4人）。

## 施設概要
- 建築主・開設者・管理者：熊本県
- 設計者：株式会社日建設計・株式会社太宏設計事務所（共同設計）
- 施工者：
  - 建吉・豊共同企業体
  - 武末建設株式会社
  - 小竹・冨坂共同企業体
  - 坂口建設株式会社
  - 株式会社増永組
- 敷地面積：14,207.35㎡
- 建築面積：6,821.42㎡
- 延床面積：6,184.74㎡
- 構造・階数：木造、鉄筋コンクリート造、鉄骨造 地上1階
- 最高高さ：GL+9.38m
- 病床数：81名
- 竣工年月：2014年（平成26年）11月18日[3]
- 受賞歴
  - 医療福祉建築賞（2016年）[4]
  - 第17回公共建築賞「公共建築賞・優秀賞」（2020年）[5]

## 所在地
本校
〒860-0046　熊本県熊本市西区横手5丁目16番28号
江津湖療育医療センター分教室
〒862-0947　熊本県熊本市東区画図町大字重富575